# آستقیک

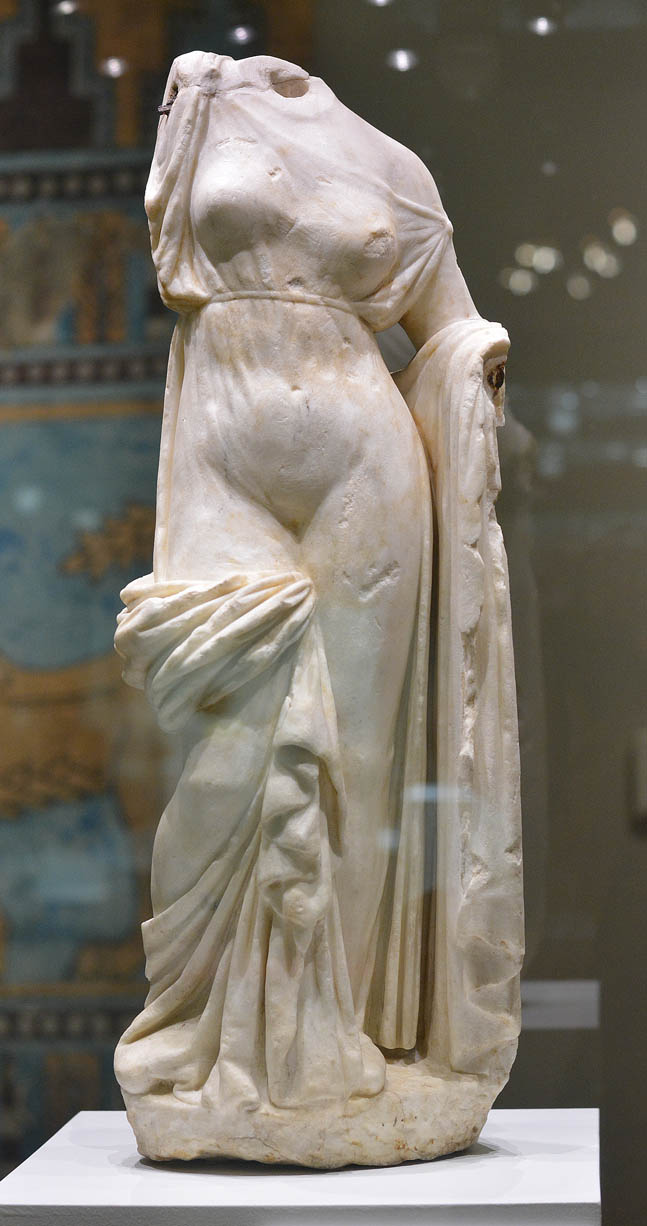
آستقیک، ایزد عشق، آب، غم و سهولت

آستقیک (ارمنی: Աստղիկ؛ Astłik) دومین ایزد بانوی ارمنیان پس از آناهید (اساطیر ارمنی) است که ایزد عشق، آب، غم و سهولت بوده‌است. واژه ارمنی «آستق» به معنی ستاره است. آناهید و آستقیک در ابتدا نام‌های مختلف یک ایزد بانوی مادر بوده‌است، سپس از هم جدا شده و نام دو ایزد بانو شده‌است. معبد اصلی و مهم او در شهر «آشتیشات» در نزدیکی مرز سوریه در کنار معبد واهاگن قرار داشته و به نام «اتاق واهاگن» نامیده شده‌است؛ لذا معبد او بنام عروس واهاگن نیز نامیده شده‌است. بنابر اسطوره‌ها، محتملاً او با معشوق خود یعنی واهاگن در آنجا ملاقات می‌کرده‌است.

## تاریخ
معبدی بر روی صخره‌ای بنام «خانه آرامازد و آستقیک» وجود داشته‌است که در آن معبد مراسم مربوط به جشنهای او انجام می‌گرفته‌است. معبد دیگر او در «آرتامت» در جنوب شهر وان قرار داشته‌است. در واسپوراکان و تارون (ارمنستان باستان) دو ولایت ارمنستان، تعدادی از محل‌ها چون تپه‌ها، کوه‌ها و دژها به نام او نامیده شده‌است.
در روایتی گفته می‌شود که گل سرخ قبلاً به رنگ سفید بوده‌است، سپس روزی که خار گل سرخ پای آستقیک را زخمی کرد و خون او بر گل چکید، گل رنگ عوض کرد و دیگر همیشه به رنگ سرخ است. از پرندگان نیز کبوتر به او منسوب بوده چون بنابر روایات کتبی در روز برگزاری جشن وارداوار که مخصوص اوست، عادتاً کبوتر هوا می‌کردند. در آن روز به او گل سرخ هدیه می‌کردند، و در آن روز مردم به همدیگر آب می‌پاشیدند.